# SkEdit
skEdit (anteriormente llamado skHTML) es un editor de texto para Mac OS X, encaminado a los diseñadores y programadores, desarrollado por Sean Kelly, ingeniero de software que trabaja para Apple Inc.
Las características principales de skEdit incluyen:
- Interfaz con pestañas
- Proyecto basado en la gestión de los espacios
- Tips y ayuda completando código
- Code folding
- Snippets de código
- Syntax highlighting
- Carga de archivos y edición remota (usando FTP, SFTP o WebDAV)
- HTML Tidy integration
- Buscar y reemplazar con soporte para expresiones regulares[2]

skEdit actualmente apoya HTML, XHTML, ColdFusion, PHP, JavaScript, Perl, Python, Ruby, Ruby on Rails, SQL y etiquetas MovableType.